# Biate
Biate é uma vila no distrito de Serchhip, no estado indiano de Mizoram.

## Demografia
Segundo o censo de 2001, Biate tinha uma população de 2227 habitantes. Os indivíduos do sexo masculino constituem 51% da população e os do sexo feminino 49%. Biate tem uma taxa de literacia de 87%, superior à média nacional de 59.5%; a literacia no sexo masculino é de 87% e no sexo feminino é de 88%. 12% da população está abaixo dos 6 anos de idade.